# Asteia caesia
Asteia caesia is een vliegensoort uit de familie van de Asteiidae. De wetenschappelijke naam van de soort is voor het eerst geldig gepubliceerd in 1969 door Lyneborg.